# Campanula americana
La Campanula americana (American bellflower en anglès) és una campaneta que pot fer més de dos metres d'alçada. Es fa a les Grans Planes i a la costa oest dels Estats Units. Les seves flors varien entre blau cel i violeta, i normalment creixen en forma de raïms allargats. La forma de la flor és més plana que acampanada. Té un cicle vital variat, ja que les llavors que floreixen a la tardor produeixen plantes anuals i les que ho fan a la primavera generen plantes bianuals. La pol·linització de l'espècie acostuma a ser per insectes i rarament s'autopol·linitza
El botànic J.K.Small situà aquesta planta en la mateixa família, però en un altre gènere, el Campanulastrum, que només contenia una espècie, la Campanulastrum americanum. Aquesta opinió ha estat discutida per altres botànics.